# Loxofidonia stephanitis
Loxofidonia stephanitis är en fjärilsart som beskrevs av Edward Meyrick 1907. Loxofidonia stephanitis ingår i släktet Loxofidonia och familjen mätare. Inga underarter finns listade i Catalogue of Life.